# Aéroport de Jackson Hole
L'aéroport de Jackson Hole (Code AITA : JAC) est un aéroport public localisé à l'extrémité sud du parc national de Grand Teton dans la vallée de Jackson Hole dans le comté de Teton dans le nord-ouest du Wyoming aux États-Unis. La ville la plus proche est Jackson. Il est ainsi un des deux seuls aéroports à être situé à l'intérieur d'un parc national aux États-Unis.
L'aéroport, qui s'étend sur 216 hectares, dispose d'une piste asphaltée de 1 920 mètres de long pour 33 259 rotations en 2007. Il est utilisé par des touristes souhaitant visiter le parc national de Grand Teton ainsi que celui de Yellowstone. L'architecture de l'aéroport ressemble à celle des cabanes en rondins de bois. L'aéroport est également spécialisé dans le transport de bétail par avion.

## Histoire
L'aéroport est créé en 1930 pour permettre au comté de Teton de disposer d'un premier aéroport. La zone de l'aéroport est déclarée monument national en 1943 et fusionne avec le parc national de Grand Teton en 1950. Dans les années 1960 et 1970, des projets d'extension de la piste pour accueillir de plus gros avions furent imaginés mais le National Park Service qui gère le parc national s'y est fortement opposé car cela aurait permis l'atterrissage de plus gros avions, plus bruyants… L'accès au parc est par ailleurs limité aux avions les moins polluants d'un point de vue sonore en vue de ne pas perturber la faune du parc.

## Compagnies et destinations
| Compagnies        | Destinations                                                                                    |
| ----------------- | ----------------------------------------------------------------------------------------------- |
| Alaska Airlines   | Seattle-Tacoma                                                                                  |
| American Airlines | En saison: Chicago-O'Hare, Dallas-Fort Worth, Phoenix-Sky Harbor                                |
| American Eagle    | Dallas-Fort Worth En saison: Los Angeles                                                        |
| Delta Air Lines   | En saison: Atlanta H.-Jackson, New York-John F. Kennedy, Minneapolis-Saint-Paul, Salt Lake City |
| Delta Connection  | Salt Lake City En saison: Los Angeles, Seattle-Tacoma                                           |
| Frontier Airlines | En saison: Denver                                                                               |
| United Airlines   | En saison: Chicago-O'Hare, Denver, Houston-George Bush, Newark-Liberty                          |
| United Express    | Denver En saison: Chicago-O'Hare, Houston-George Bush, Los Angeles, San Francisco               |

Édité le 03/11/2017

## Incidents et accidents
- 17 août 1996 : vol Havoc 58, un Hercule C-130 de l'US-Air force en partance de Jackson Hole s'écrase contre la montagne, de nuit faisant 9 morts (8 personnes d'équipage et un agent du président), après 5 min de vol. L'avion transportait les effets personnels du président Bill Clinton, de retour de vacances.
- 20 décembre 2000 : un jet privé avec Sandra Bullock à bord s'est écrasé sur la piste sans faire de victimes[3].